# 库尔尚 (塞纳-马恩省)
库尔尚（法語：Courchamp，法語發音：[kuʁʃɑ̃] ⓘ）是法国塞纳-马恩省的一个市镇，属于普罗万区。

## 地理
库尔尚（48°38'11"N, 3°17'13"E）面积12.41 平方千米，位于法国法蘭西島大區塞纳-马恩省，该省份为法国北部内陆省份，北起瓦兹省，西接埃松省、马恩河谷省、塞纳-圣但尼省和瓦兹河谷省，南至卢瓦雷省，东南接约讷省，东临马恩省和奥布省，东北接埃纳省。
与库尔尚接壤的市镇（或旧市镇、城区）包括：武尔通、吕佩勒、圣伊利耶、尚瑟内。

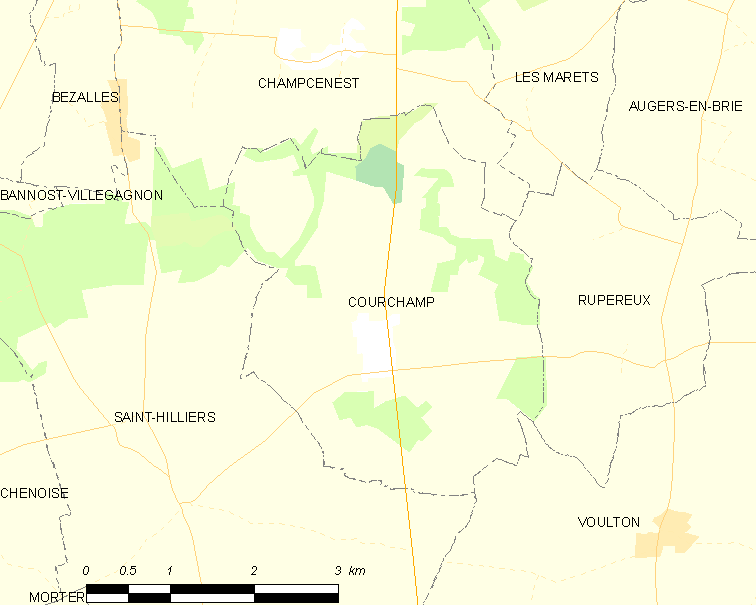
的OSM定位图

库尔尚的时区为UTC+01:00、UTC+02:00（夏令时）。

## 行政
库尔尚的邮政编码为77560，INSEE市镇编码为77134。

## 政治
库尔尚所属的省级选区为普罗万县。

## 人口

1962-2008年间人口变化图示

库尔尚于2022年1月1日时的人口数量为151人。